# Foerk Ernő
Foerk Ernő [ejtsd: 'förk'] (Temesvár, 1868. február 3. – Budapest, 1934. január 26.) magyar építész, a 20. század első felének jelentős alkotója, építészeti szakíró.

## Életpályája
Főképp történeti stílusban dolgozó templomépítőként tartják számon, aki eredetileg szobrásznak készült, közben építőmesteri gyakorlatot szerzett. Majd tanult a bécsi Képzőművészeti Akadémián, Smidt Frigyes tanítványaként. Iskolai ideje alatti tanulmányutakon ismerte meg az észak-olaszországi építészetet, ekkor alakult ki vonzalma a lombardiai téglaarchitektúrához. 1891-től Steindl Imre asszisztense lett a Műegyetemen, ahol az új Országház belső kiképzésén, és berendezésén dolgozott. 1898-tól a budapesti Magyar Királyi Állami Felső Építő Ipariskola tanára, majd 1920-tól igazgatója lett. Tanítványaival főleg az iskolai szünidőkben felmérte a magyarországi műemlékek állapotát. Tanítványaival együtt hazai műemlékekről készített felvételeit (1917-ig), hat füzetben adatta ki az Ipariskolával. 1927-ben az Építész Egylet a Hollán Ernő-díjjal tüntette ki. 1929-ben nyugdíjazták. A szegedi Fogadalmi templom altemplomában helyezték örök nyugalomra.

## Munkássága

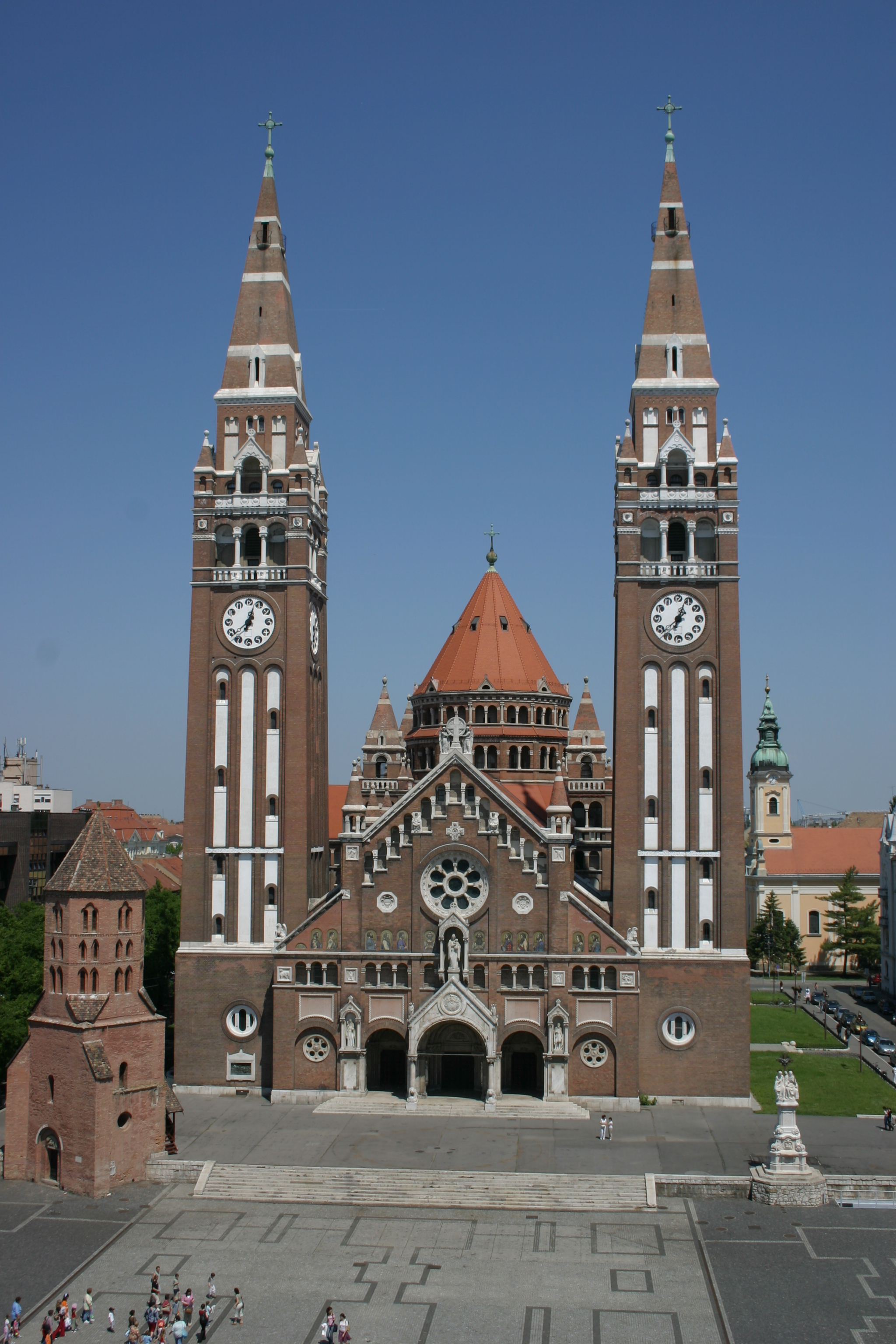
Szegeden a Fogadalmi templom Foerk tervei alapján épült

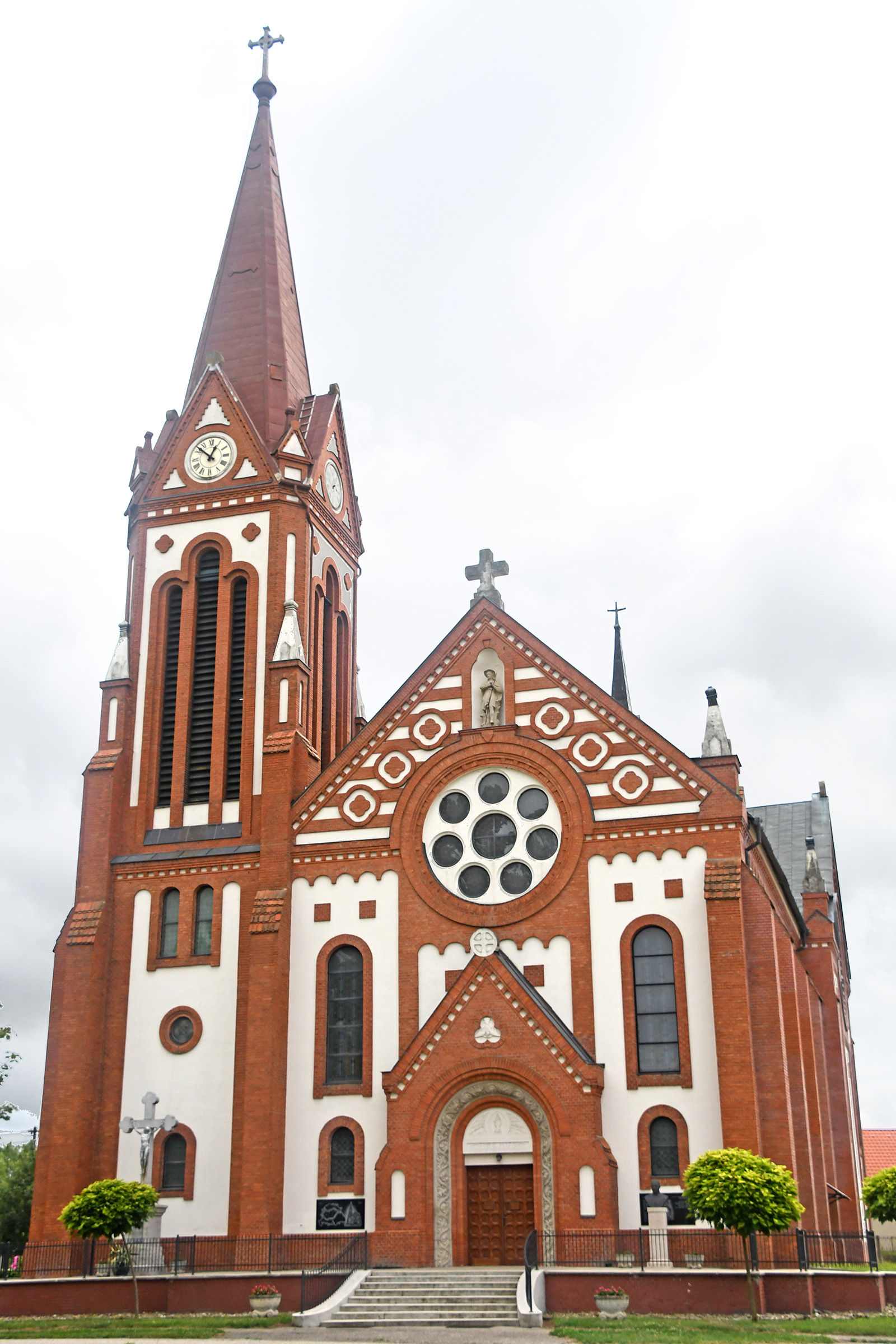
Foerk Ernő tervei alapján épült a vállaji római katolikus templom

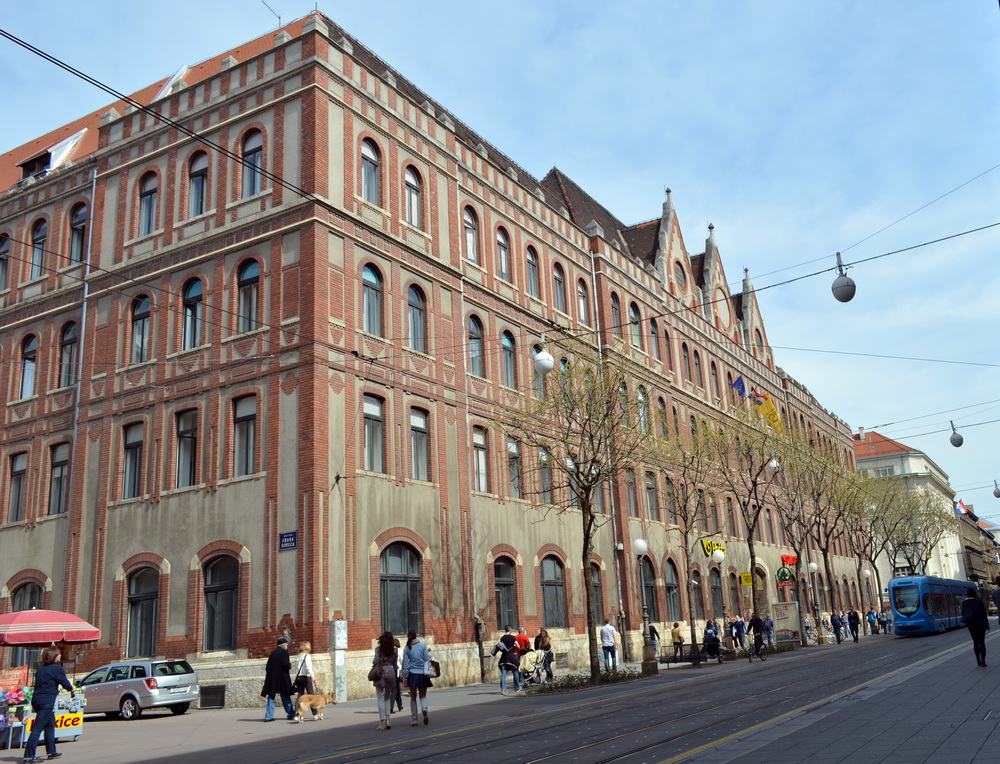
A zágrábi postaépület mai megjelenése

Steindl Imre irodájában is dolgozott, s irányította az Országház belsőépítészeti munkáit. Több műemlék felújítási munkálataiban vett részt, restaurálta a kalocsai székesegyházat és az ócsai román kori református templomot. Építészeti stílusára jellemző volt a historizmus, eklektikus épületein előszeretettel alkalmazott középkori román és gótikus formaelemeket. Mintegy félszáz temploma és középülete közül legkiemelkedőbb alkotásai a zágrábi postaépület (1903), amelyet Sándy Gyulával tervezett, a nagykőrösi református templom tornyainak 1907-es évre esedékes megmagosítása is Foerk és Sándy együttes tervei alapján épült meg, ezzel mintegy a városképet is előnyösen jellegzetesre alakították. A téglaburkolatos, eklektizáló építészet igényes és felkészült tervezői voltak Foerk Ernő és Sándy Gyula
Kiemelkedő munkái közé tartozik még a diósszentpáli Tüköry-kastély (1904) is. 1907-1911 között a kalocsai érseki főegyházmegye területén Petrovácz Gyulával közösen számos templomot épített. Foerk restaurálta és bővítette a kalocsai székesegyházat, az ő tervei alapján készült el ott az új főoltár és az érseki sírbolt is. 1912-ben megbízták a temesvári emléktemplom, a püspöki palota és szeminárium megépítésével. A következő évben már Szegeden találni, ahol a város vezetése a fogadalmi templom terveinek átdolgozásával bízta meg.
1913-ban kezdett hozzá a szegedi Fogadalmi templom felépítéséhez Schulek Frigyes terveit alakította át Foerk, kellett egy nagyon igényes, de kevésbé drága templomot terveznie, miután Schulek Frigyes kisebb költségvetést igénylő tervét sem tudta finanszírozni Szeged városa. Foerk a Fogadalmi templom építését (1913–1930) azzal a kikötéssel vállalta el a szegedi városi vezetéstől, hogy Schulek Frigyes eredeti tervein részleteiben módosíthat, Szeged város ehhez szabad kezet adott Foerk építésznek. Ennek eredményeképpen alakult ki a mai Fogadalmi templom látványa. Foerk 76 m-ről 93 m-re növelte a tornyok magasságát Schulek terveihez képest, továbbá a tornyok a főhomlokzathoz képest a szentély irányába tolódtak el, a főhomlokzat hangsúlyosabbá vált, mint az oldalhomlokzatok, és nagy rózsaablak került a főbejárat fölé. Foerk kevesebb hangsúlyt adott a kupolának, kisebbre vette a kupola körpárkányát és szűkebbre a dobot. A Schulek által tervezett fehér kőburkolattal borított templomot Foerk téglával burkolta, csak a díszek és a domborművek készültek kőből.
Munkásságának következő állomását jelentette Nagyszombat, ahol a gimnázium épületének tervei (1914) fűződnek nevéhez. 1922-1924 között restaurálta az ócsai román kori templomot, majd Foerk tervei alapján készült el az akkori Állami Fa- és Fémipari Szakiskola Újpest kerületében, amely ma Újpesti Két Tanítási Nyelvű Műszaki Szakközépiskola és Gimnázium néven ismeretes, továbbá a budapesti domonkosok temploma, valamint a szatmári vállaji római katolikus templom. Budapesten, az akkori Tomori-úton lévő Szent-Mihályról elnevezett plébánia-templom (1930-31) tartozik alkotásai közé, és a Szent Kvirinus vértanú püspök emlékének szentelt szombathelyi szalezianus templom is az ő tervező tehetségét dicséri (1932-1933), mintegy az utolsóként megvalósult munkái közül valóan.
Szakirodalmi munkássága közül kiemelkedik az „Árpádkori templomaink típusa” - című dolgozata, amelyért kapta a Hollán Ernő-díjat 1927-ben, a Magyar Mérnök- és Építész Egylettől.

## Ismert épületeinek listája
- 1903: Postaépület, Zágráb[8] – Sándy Gyulával közösen
- 1904: Tüköry-kastély, Diósszentpál
- 1908: Martonosi zárdaépület[9]
- 1910: Fajszi Szent István Király templom[4] – Petrovácz Gyulával közösen
- 1912–1913: Martonosi új plébánia[9]
- 1912: Városháza, Kalocsa[10] – Petrovácz Gyulával közösen
- 1913–1930: Fogadalmi templom, Szeged, Dóm tér 15.[11]
- 1914–1918: Vállaji római katolikus templom, Vállaj, Szabadság tér[12]
- 1926–1927: Állami Fa- és Fémipari Szakiskola, ma: Újpesti Két Tanítási Nyelvű Műszaki Szakközépiskola és Gimnázium, Budapest, Görgey Artúr út 26.[13]
- 1929–1930: Szent Mihály-templom, Budapest, Babér utca 17/b[14]
- 1932–1933: Szent Kvirin szalézi templom, Szombathely, Szalézi tér 7.[15]
- ?: Temesvári emléktemplom
- ?: Temesvári püspöki palota
- ?: Temesvári szeminárium

Összesen egy forrás szerint 50-nél több templomot tervezett (de lehet, hogy ebben a számban az átalakítások is benne vannak).

## Díjai
- Hollán Ernő-díj (1927), szakmai díj
- Corvin-koszorú (1930)

## Emlékezete
Nyughelyén, a szegedi Fogadalmi templom altemplomában 1934-től domborműves emléktábla őrzi emlékét (Tóth István alkotása).
Foerk Ernő halálának 50. évfordulója tiszteletére az Országos Műemlék Felügyelőség (=O.M.F.) Magyar Építészeti Múzeuma emlékkiállítást rendezett, a kiállítás 1984. június 29. – 1984. október 10-éig volt megtekinthető.
Egykori lakóhelyén, az általa tervezett óbudai házon (Föld utca 61) 2004 óta emléktábla található.

## Nyomtatásban megjelent műveiből
- Alaktan; Kunstädter soksz., Bp., s.a.
- Építészettörténet; Kunstädter Ny. Bp., 191?
- A kalocsai érseki főegyházmegye újabb templomépítkezései 1907–1911; tervezték és vezették Foerk Ernő, Petrovácz Gyula; Élet Ny., Bp., 1912
- Olasz levelek; Korvin Ny., Bp., 1912
- Állószerkezetek alaktana (1913)
- A szegedi Fogadalmi templom építőtervei (1914)
- A kalocsai székesegyház (1915)
- Az óbudai aquaeductus in: Budapest régiségei (1923)
- Alaktan [Litogr.] (1927)
- A szerb-ortodox templomtípus fejlődése (1927)
- A magyar épitőművészet rövid története. Magyar műemlékek nyomán; szerzői, Kecskemét, 1929
- Sopron barokk polgárházai[19] (1929)
- Az építészeti stílusok fejlődése. Foerk Ernő előadásai nyomán; Vörösváry soksz., Bp., 1932
- Vignola oszloprendjei (1932)
- A Magyar Királyi Állami Felső Építő Ipariskola szünidei felvételei (1912-1942)[20] (2002)
- Török emlékek Magyarországban / Macaristan'daki tarihi Türk eserleri; ford. Kraus Zsófia; Török Együttműködési és Koordinációs Ügynökség Budapesti Koordinációs Irodája [TIKA], Bp., 2016